# Overheidsvordering
Een overheidsvordering is een automatische incasso van de Nederlandse overheid. Door de wet mag de overheid sinds 1 november 2009 zonder toestemming achterstallige schulden van de bankrekening van de debiteur afschrijven. De overheidsvordering geldt voor schulden tot 1.000 euro. De overheid mag gedurende drie maanden twee keer per maand maximaal 500 euro afschrijven. Daarbij mag de overheid ook de kredietruimte van een bankrekening aanspreken.
De overheid mag pas afschrijven als de opgegeven betalingstermijn (twee dagen) van een eerder uitgegeven dwangbevel verlopen is.